# Svjetski kup u hokeju na travi za žene 2006.
11. svjetski kup u športu hokeju na travi za žene se održao od 27. rujna do 8. listopada 2006. u Madridu, u Španjolskoj.
Službeni međunarodni naziv za ovaj svjetski kup je bio Samsung World Cup Women.
Krovna organizacija za ovo natjecanje je bila Međunarodna federacija za hokej na travi.

## Mjesto održavanja
Natjecanje se održalo u Madridu, u Španjolskoj., na stadionu Club de Campo Villa de Madrid. Igralište ima za podlogu umjetnu travu.

## Sudionice
Sudjelovalo je dvanaest djevojčadi: Argentina, Australija, Engleska, Indija, Japan, JAR, Južna Koreja, Kina, Nizozemska, Njemačka, Španjolska i Japan.
Vidi članak Svjetski kup u hokeju na travi za žene 2006., sastavi djevojčadi.

### Izlučna natjecanja
Vidi članak Izlučni turnir 2006. za svjetski kup u hokeju na travi za žene.
Izlučni turnir za ovaj svjetski kup je održan u Rimu u Italiji od 25. travnja do 6. svibnja 2006. Poredak je naveden dolje, a djevojčadi koje su se plasirale su označene debljim slovima.
1. Engleska
2. Južna Koreja
3. Japan
4. SAD
5. Kina
6. Francuska
7. Novi Zeland
8. Irska
9. Azerbejdžan
10. Škotska
11. Ukrajina
12. Italija

Osim njih, pet je kontinentalnih prvakinja, zatim europske doprvakinje i olimpijski pobjednice Njemačka i domaćin Španjolska su se izravno kvalificirali.

| Kontinentalne prvakinje |           |        |            |            |
| Azija                   | Amerika   | Afrika | Oceanija   | Europa     |
| Indija                  | Argentina | JAR    | Australija | Nizozemska |

### Ždrijeb natjecateljskih skupina
Skupine su bile određene prema ljestvici Međunarodnog saveza u hokeju na travi.
| Skupina "A"      | Skupina "B"     |
| ---------------- | --------------- |
| Nizozemska (1.)  | Argentina (2.)  |
| Njemačka (3.)    | Australija (4.) |
| Kina (5.)        | J. Koreja (7.)  |
| Engleska (9.)    | Japan (8.)      |
| Španjolska (10.) | JAR (11.)       |
| Indija (14.)     | SAD (12)        |

U zagradama je poredak na ljestvici Međunarodnog hokejaškog saveza (Sahara Women's World Rankings) u vrijeme ždrijebanja.

## Suditeljice
Svjetski hokejaški savez je za ovaj svjetski kup izabrao 14 suditeljica.
| Ćieko Akijama        | Julie Ashton-Lucy     |
| Caroline Brunekreef  | Ute Conen             |
| Marelize de Klerk    | Carolina de la Fuente |
| Jean Duncan          | Sarah Garnett         |
| Soledad Iparraguirre | Anne McRae            |
| Miao Lin             | Gina Spitaleri        |
| Minka Woolley        | Kazuko Yasueda        |

## Natjecateljski sustav
Natjecanje se održalo u dva dijela. U prvom su djevojčadi igrale u dvjema skupinama po jednokružnom ligaškom sustavu, u kojem su za pobjedu dobivalo 3 boda, za neriješeno 1 bod, a za poraz nijedan bod. 

U drugom se dijelu igralo po kup-sustavu.

Djevojčadi koje su zauzele 5. i 6. mjesto na ljestvici u svojim skupinama, međusobno doigravaju za poredak od 9. do 12. mjesta. Doigravanje je po kup-sustavu, unakrižno igraju pete protiv šestih iz druge skupine, pobjednice se bore za 9., a poražene za 11. mjesto.

Djevojčadi koje su zauzele 3. i 4. mjesto na ljestvici u svojim skupinama, međusobno doigravaju za poredak od 5. do 8. mjesta. Doigravanje je po kup-sustavu, unakrižno igraju treće protiv četvrtih iz druge skupine, pobjednice se bore za 5., a poražene za 7. mjesto.

Djevojčadi koje su zauzele prva dva mjesta na ljestvici u svojim skupinama, odlaze u poluzavršnicu u borbu za odličja, u kojoj unakrižno igraju prve protiv drugih iz druge skupine. 

Poražene u poluzavršnici igraju susret za broncu, pobjednice igraju za zlatno odličje.

## Natjecanje
Vidi  Svjetski kup u hokeju na travi za žene 2006., susreti detaljnije.

### Krug po skupinama

#### Skupina "A"
| Br. ut. - Nadnevak - Satnica | Sastav 1   | Sastav 2   | Rezultat |
| ---------------------------- | ---------- | ---------- | -------- |
| 27.rujna 2006. – 12:00       | Nizozemska | Indija     | 3:2      |
| 27.rujna 2006. – 14:30       | Kina       | Engleska   | 2:3      |
| 27.rujna 2006. – 16:00       | Španjolska | Njemačka   | 1:0      |
| 29.rujna 2006. – 14:00       | Engleska   | Nizozemska | 0:1      |
| 29.rujna 2006. – 16:00       | Kina       | Španjolska | 0:1      |
| 29.rujna 2006. – 18:00       | Indija     | Njemačka   | 2:3      |
| 01.listopada 2006. – 12:00   | Nizozemska | Španjolska | 2:0      |
| 01.listopada 2006. – 14:00   | Indija     | Engleska   | 1:1      |
| 01.listopada 2006. – 16:00   | Njemačka   | Kina       | 3:1      |
| 03.listopada 2006. – 12:00   | Engleska   | Njemačka   | 1:0      |
| 03.listopada 2006. – 14:00   | Kina       | Nizozemska | 1:6      |
| 03.listopada 2006. – 16:00   | Španjolska | Indija     | 3:2      |
| 04.listopada 2006. – 12:00   | Nizozemska | Njemačka   | 0:0      |
| 04.listopada 2006. – 14:00   | Indija     | Kina       | 0:1      |
| 04.listopada 2006. – 16:00   | Španjolska | Engleska   | 1:1      |

Konačni poredak skupine "A":
| Mj. | Djevojčad  | Ut | Pb | N | Pz | Ps:Pr | RP  | Bod |
| --- | ---------- | -- | -- | - | -- | ----- | --- | --- |
| 1.  | Nizozemska | 5  | 4  | 1 | 0  | 12:3  | + 9 | 13  |
| 2.  | Španjolska | 5  | 3  | 1 | 1  | 6:5   | + 1 | 10  |
| 3.  | Engleska   | 5  | 2  | 2 | 1  | 6:5   | + 1 | 8   |
| 4.  | Njemačka   | 5  | 2  | 1 | 2  | 6:5   | + 1 | 7   |
| 5.  | Kina       | 5  | 1  | 0 | 4  | 5:13  | - 8 | 3   |
| 6.  | Indija     | 5  | 0  | 1 | 4  | 7:11  | - 4 | 1   |

#### Skupina "B"
| Br. ut. - Nadnevak - Satnica | Sastav 1   | Sastav 2   | Rezultat |
| ---------------------------- | ---------- | ---------- | -------- |
| 27.rujna 2006. – 12:30       | J. Koreja  | Japan      | 2:1      |
| 27.rujna 2006. – 14:00       | Australija | JAR        | 1:0      |
| 27.rujna 2006. – 18:00       | Argentina  | SAD        | 2:1      |
| 28.rujna 2006. – 14:00       | J. Koreja  | JAR        | 0:0      |
| 28.rujna 2006. – 16:00       | Australija | SAD        | 3:1      |
| 28.rujna 2006. – 18:00       | Argentina  | Japan      | 3:2      |
| 30.rujna 2006. – 14:00       | J. Koreja  | Australija | 3:4      |
| 30.rujna 2006. – 16:00       | SAD        | Japan      | 0:0      |
| 30.rujna 2006. – 18:00       | JAR        | Argentina  | 2:2      |
| 02.listopada 2006. – 12:00   | Japan      | Australija | 0:0      |
| 02.listopada 2006. – 14:00   | JAR        | SAD        | 1:3      |
| 02.listopada 2006. – 16:00   | Argentina  | J. Koreja  | 2:0      |
| 04.listopada 2006. – 12:30   | JAR        | Japan      | 0:3      |
| 04.listopada 2006. – 14:30   | J. Koreja  | SAD        | 0:1      |
| 04.listopada 2006. – 18:00   | Australija | Argentina  | 3:0      |

Konačni poredak skupine "B":
| Mj. | Djevojčad  | Ut | Pb | N | Pz | Ps:Pr | RP  | Bod |
| --- | ---------- | -- | -- | - | -- | ----- | --- | --- |
| 1.  | Australija | 5  | 4  | 1 | 0  | 11:4  | + 7 | 13  |
| 2.  | Argentina  | 5  | 3  | 1 | 1  | 9:8   | + 1 | 10  |
| 3.  | SAD        | 5  | 2  | 1 | 2  | 6:6   | 0   | 7   |
| 4.  | Japan      | 5  | 1  | 2 | 2  | 6:5   | + 1 | 5   |
| 5.  | J. Koreja  | 5  | 1  | 1 | 3  | 5:8   | - 3 | 4   |
| 6.  | JAR        | 5  | 0  | 2 | 3  | 3:9   | - 6 | 2   |

### Susreti za poredak

#### Za poredak od 9. do 12. mjesta
|  | Za 9.-12. mjesto           | Za 9.-12. mjesto           |   |                            | Za 9. mjesto               | Za 9. mjesto |
|  |                            |                            |   |                            |                            |              |
|  | 06.listopada 2006. – 12:30 |                            |   |                            |                            |              |
|  | Kina                       | 4                          |   |                            |                            |              |
|  | JAR                        | 0                          |   |                            |                            |              |
|  |                            |                            |   |                            |                            |              |
|  |                            |                            |   |                            | 07.listopada 2006. – 19:00 |              |
|  |                            |                            |   |                            | Kina                       | 1            |
|  |                            | J. Koreja                  | 2 |                            |                            |              |
|  |                            |                            |   |                            |                            |              |
|  |                            |                            |   |                            |                            |              |
|  |                            |                            |   |                            | Za 11. mjesto              |              |
|  | 06.listopada 2006. – 15:00 | 06.listopada 2006. – 15:00 |   | 07.listopada 2006. – 18:00 | 07.listopada 2006. – 18:00 |              |
|  | J. Koreja                  | 4                          |   | JAR                        | 0                          |              |
|  | Indija                     | 1                          |   |                            | Indija                     | 1            |

#### Za poredak od 5. do 8. mjesta
|  | Za 5.-8. mjesto            | Za 5.-8. mjesto            |   |                            | Za 5. mjesto               | Za 5. mjesto |
|  |                            |                            |   |                            |                            |              |
|  | 06.listopada 2006. – 11:30 |                            |   |                            |                            |              |
|  | Engleska                   | 0                          |   |                            |                            |              |
|  | Japan                      | 2                          |   |                            |                            |              |
|  |                            |                            |   |                            |                            |              |
|  |                            |                            |   |                            | 07.listopada 2006. – 16:30 |              |
|  |                            |                            |   |                            | Japan                      | 1            |
|  |                            | SAD                        | 0 |                            |                            |              |
|  |                            |                            |   |                            |                            |              |
|  |                            |                            |   |                            |                            |              |
|  |                            |                            |   |                            | Za 7. mjesto               |              |
|  | 06.listopada 2006. – 14:00 | 06.listopada 2006. – 14:00 |   | 08.listopada 2006. – 12:00 | 08.listopada 2006. – 12:00 |              |
|  | SAD                        | 1                          |   | Engleska                   | 2                          |              |
|  | Njemačka                   | 0                          |   |                            | Njemačka                   | 1            |

#### Za odličja
|  | Poluzavršnica              | Poluzavršnica              |   |                            | Završnica                  | Završnica |
|  |                            |                            |   |                            |                            |           |
|  | 06.listopada 2006. – 16:30 |                            |   |                            |                            |           |
|  | Nizozemska                 | 3                          |   |                            |                            |           |
|  | Argentina                  | 1                          |   |                            |                            |           |
|  |                            |                            |   |                            |                            |           |
|  |                            |                            |   |                            | 08.listopada 2006. – 17:00 |           |
|  |                            |                            |   |                            | Nizozemska                 | 3         |
|  |                            | Australija                 | 1 |                            |                            |           |
|  |                            |                            |   |                            |                            |           |
|  |                            |                            |   |                            |                            |           |
|  |                            |                            |   |                            | Za brončano odličje        |           |
|  | 06.listopada 2006. – 19:00 | 06.listopada 2006. – 19:00 |   | 08.listopada 2006. - 14:30 | 08.listopada 2006. - 14:30 |           |
|  | Australija                 | 1                          |   | Argentina                  | 5                          |           |
|  | Španjolska                 | 0                          |   |                            | Španjolska                 | 0         |

## Konačna ljestvica
| Por. | Djevojčad  |
| ---- | ---------- |
| 1.   | Nizozemska |
| 2.   | Australija |
| 3.   | Argentina  |
| 4.   | Španjolska |
| 5.   | Japan      |
| 6.   | SAD        |
| 7.   | Engleska   |
| 8.   | Njemačka   |
| 9.   | J. Koreja  |
| 10.  | Kina       |
| 11.  | Indija     |
| 12.  | JAR        |

| Svjetske prvakinje 2006. |
| ------------------------ |
| Nizozemska Šesti naslov  |

## Najbolji na turniru
Sylvia Karres
| Najbolji strijelac | Najbolja igračica | Najbolja vratarka | Najbolja mlada igračica | Trofej za "Fair Play" |
| ------------------ | ----------------- | ----------------- | ----------------------- | --------------------- |
| Sylvia Karres      | Núria Camón       | Amy Tran          | Carla Rebecchi          | JAR                   |

### Idealna djevojčad
Sastav od 20 igračica i dva trenera je izabran kao idealna djevojčad svjetskog prvenstva
| Treneri                   | Vratarke                  | Obrambene                                                                             | Vezne                                                                   | Napadačice                                                        |
| ------------------------- | ------------------------- | ------------------------------------------------------------------------------------- | ----------------------------------------------------------------------- | ----------------------------------------------------------------- |
| Marc Lammers Frank Murray | Amy Tran María Jesús Rosa | Minke Booij Magdalena Aicega Akemi Kato Angie Skirving Crista Cullen Janneke Schopman | Luciana Aymar Park Mi-Hjun Silvia Muñoz Fanny Rinne Miek van Geenhuizen | Nikki Hudson Fu Baorong Sylvia Karres Natascha Keller Kaori Chiba |